# Pico Giordani
Pico Giordani, é um dos picos do Monte Rosa, cujo maciço faz de fronteira Itália-Suíça, de um lado com o Piemonte, Itália e do outro com o Valais, Suíça.

## Acesso
Com 4 046 m, é dos cumes dos Alpes com mais de 4000 m, e a via de montanha normalmente utilizada passa pelo refúgio Gnifetti e a aresta S-O da Pirâmide Vincente.
Pelo fácil acesso é o mais concorrido dos 4000 dos Alpes no Maciço do Monte Rosa

## Ascensões
A primeira ascensão teve lugar a 23 de Julho de 1801 por Pietro Giordani e um pequeno grupo de camponeses iccolo gruppo di compaesani.